# Parafia Matki Boskiej Piekarskiej w Katowicach
Parafia Matki Bożej Piekarskiej w Katowicach – parafia rzymskokatolicka na osiedlu Tysiąclecia w Katowicach, erygowana w 1985 roku.

## Historia powstania kościoła i parafii

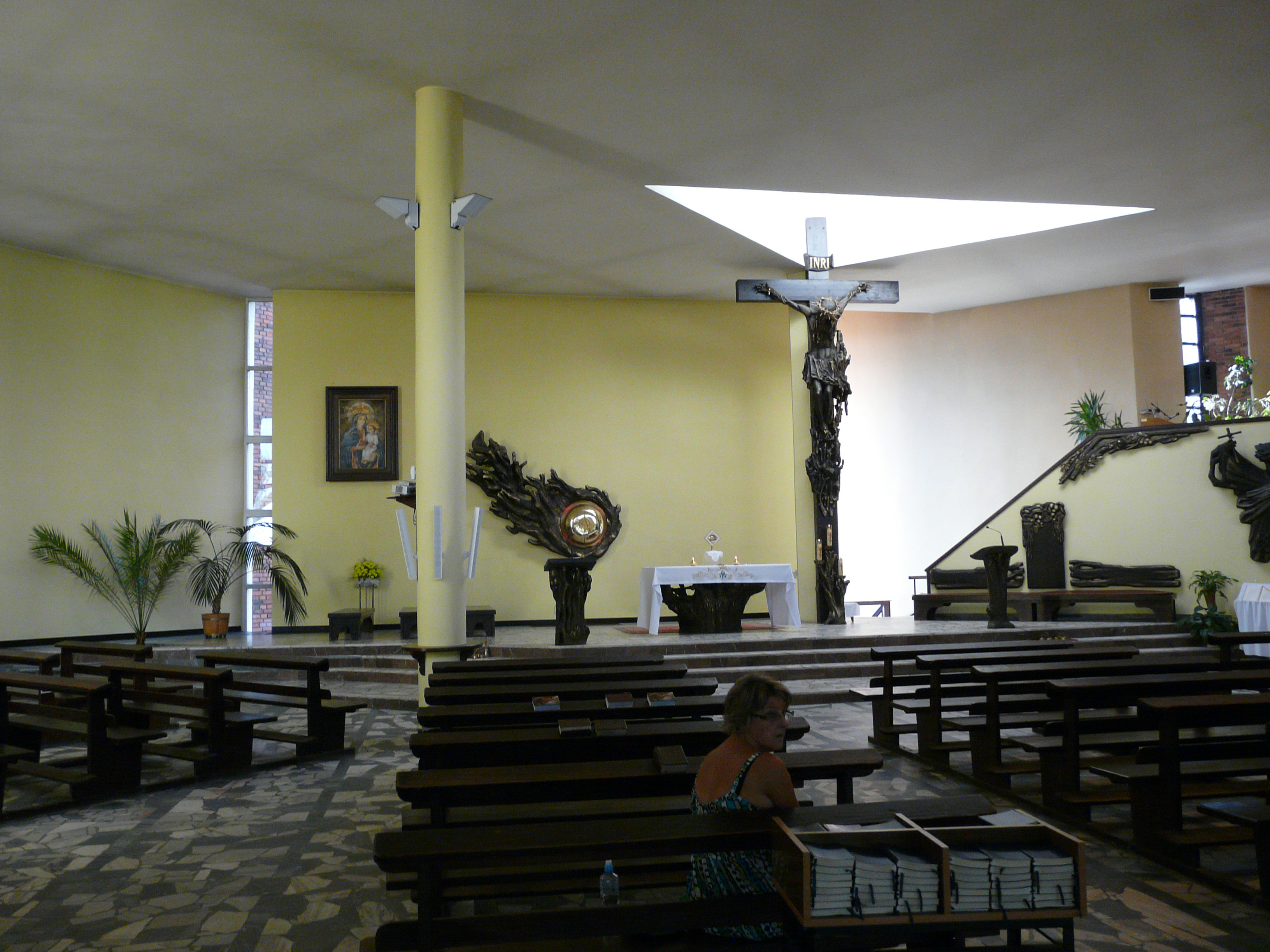
Wnętrze kościoła parafialnego

W 1983 biskup Herbert Bednorz postanowił na Osiedlu Tysiąclecia w Katowicach utworzyć nową parafię. 26 stycznia 1983 ksiądz Paweł Furczyk skierował pismo do ówczesnego Prezydenta Katowic Edwarda Mechy z prośbą lokalizację punktu sakralnego, który określono w piśmie jako kaplica dla osób starszych i niepełnosprawnych. Projektantami kaplicy zostali architekci Osiedla Tysiąclecia – Henryk Buszko i Aleksander Franta. Opracowanie wystroju wnętrza powierzono małżeństwu Hańderków z Bielska-Białej.
Budowa kaplicy, która faktycznie stała się przyszłym kościołem, rozpoczęła się 13 czerwca 1984. 23 kwietnia 1985 podjęto pierwsze prace budowlane. Nadzór nad budową kościoła prowadził Michał Grymel i Jacek Nowak. W budowie kościoła wzięło udział wielu mieszkańców tej części Osiedla Tysiąclecia. Parafia została erygowana 1 września 1985, a jej patronką została Matka Boża Piekarska.
1 marca 1989 rozpoczęła się budowa salek katechetycznych. 16 grudnia 1990 ks. Jerzy Strzyż wmurował kamień węgielny poświęcony przez papieża Jana Pawła II. 17 grudnia 1990 biskup Damian Zimoń konsekrował kościół.
13 kwietnia 2012 roku byłą pierwszą parafią w Polsce, do której na stałe wprowadzono relikwie bł. Piotra Jerzego Frassatiego.

## Proboszczowie
- Ks. prałat Stanisław Noga (budowniczy kościoła, 1985–2016)
- ks. Józef Więcek (od 2016)